# Tribunal de la famille

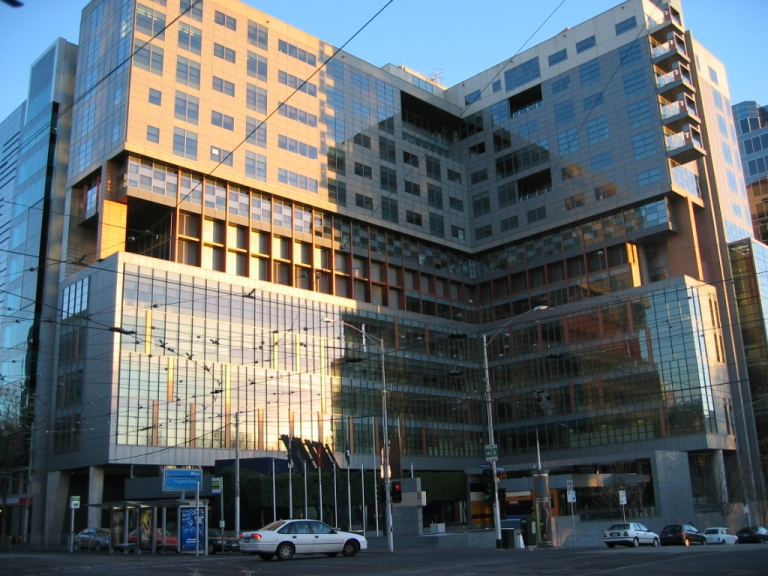
Bâtiment de la Cour fédérale de Melbourne

Un tribunal de la famille est un tribunal qui a une compétence générale ou spécialisée en droit de la famille. Le nom de l'institution est formulé différemment dans chaque pays; par ex. cela peut aussi être une chambre de la famille d'une cour de justice ou bien la compétence peut être donnée à un juge qui a un titre spécialisé en affaires familiales.  

## Droit par pays

### Belgique
Le tribunal de la famille se compose d'une ou plusieurs chambres de la famille, et d'une ou plusieurs chambres de règlement à l'amiable où les affaires familiales peuvent être portées devant cette chambre en vue d'une conciliation.
Compétence générale : Le tribunal de la famille connaît notamment :
- des demandes relatives à la filiation, à l'état civil, à l'adoption, au mariage, au divorce et à la cohabitation ;
- des demandes relatives à l'exercice de l'autorité parentale ;
- des demandes relatives aux obligations alimentaires [1].

### Canada
En droit constitutionnel canadien, le législateur fédéral a une compétence en matière de mariage et de divorce, tandis que le législateur provincial a une compétence en matière de célébration du mariage, de propriété et droits civils dans la province et de l’administration de la justice dans la province, y compris la création, le maintien et l’organisation de tribunaux de justice pour la province. 

#### Québec
La règle générale est que la Cour supérieure provinciale est le tribunal de droit commun lorsqu'aucune loi ne limite sa compétence d'attribution. En matière de divorce, le tribunal compétent est défini à l'article 2 de la Loi sur le divorce (au Québec, il s'agit de la Cour supérieure du Québec). Cependant, il peut y avoir d'autres domaines du droit de la famille où la province a décidé d'enlever à la Cour supérieure sa compétence par défaut en tant que tribunal de droit commun et de transférer la compétence à un tribunal plus spécialisé. 
À titre d'exemple, en matière de protection de la jeunesse, le gouvernement québécois a transféré la compétence à la Chambre de la jeunesse de la Cour du Québec en vertu de l'article 1 g) de la Loi sur la protection de la jeunesse. En outre, l'article 83 de la Loi sur les tribunaux judiciaires donne une compétence à la Cour du Québec dans quatre domaines : 1) en tant que tribunal pour adolescents conformément à la Loi sur les jeunes contrevenants 2) à l'égard de la protection de la jeunesse 3)  à l’égard des poursuites prises en vertu du Code de procédure pénale 4) à l'égard de l'adoption.

### États-Unis
Aux États-Unis, un tribunal de la famille (ou tribunal des mineurs et des relations familiales) est un tribunal qui entend des affaires telles que des affaires pénales impliquant des mineurs et des requêtes pour la garde et la visite d'enfants. Les requêtes des services de protection de l'enfance visant à retirer les enfants de la garde des parents et à leur retirer leurs droits parentaux peuvent également être entendues par le tribunal de la famille.

### France
En France, le juge aux affaires familiales ou JAF (auparavant, juge aux affaires matrimoniales ou JAM) est un magistrat du siège chargé de statuer quant aux affaires matrimoniales et familiales, notamment celles relatives au mariage, au divorce, à la liquidation du régime matrimonial, aux couples non mariés et aux questions relatives à l'autorité parentale. Il est un juge non spécialisé du tribunal judiciaire qui est délégué par le président de la juridiction pour connaître